# Bodkin
Bodkin è una serie televisiva irlando-statunitense ideata da Jez Scharf e distribuita su Netflix nel 2024.

## Trama
Dopo il suicidio di un suo informatore, la giornalista investigativa Dove è costretta a lasciare Londra per tornare nella natia Irlanda, dove si unisce al celebre podcaster Gilbert Power e alla ricercatrice Emmy per realizzare un podcast true crime sulla misteriosa scomparsa di tre giovani avvenuta una ventina di anni prima a Bodkin. Il loro tentativo di scoprire la verità viene accolto con ostilità dalla comunità locale.

## Episodi
| Stagione       | Episodi | Prima TV originale | Prima TV Italia |
| -------------- | ------- | ------------------ | --------------- |
| Prima stagione | 7       | 9 maggio 2024      | 9 maggio 2024   |

## Personaggi principali
- Dove Maloney, interpretata da Siobhán Cullen, doppiata da Chiara Oliviero.
Giornalista investigativa irlandese costretta a tornare in patria e unirsi al team di Gilbert.
- Gilbert Power, interpretato da Will Forte, doppiato da Gianfranco Miranda.
Celebre podcaster americano.
- Emmy Sizergh, interpretata da Robyn Cara, doppiata da Eva Padoan.
Giovane ricercatrice che collabora con Gilbert.
- Seamus Gallagher, interpretato da David Wilmot, doppiato da Alberto Bognanni.
Losco cittadino di Bodkin.
- Sean O'Shea, interpretato da Chris Walley.
L'autista del team di Gilbert e il figlio della loro padrona di casa.

## Produzione
Nel giugno 2022 è stato annunciato che Will Forte, Siobhán Cullen, Robyn Cara, David Wilmot e Chris Walley si erano uniti al progetto e le riprese sono cominciate nel West Cork nell'estate 2022, andando avanti per sei mesi.

## Distribuzione
La serie è stata distribuita su Netflix il 9 maggio 2024.

## Accoglienza
L'aggregatore di recensioni Rotten Tomatoes riporta una percentuale di gradimento del 64% a fronte di venticinque recensioni.